# Nikita Ducarroz
Pour les articles homonymes, voir Ducarroz.
Nikita Ducarroz, née le 12 août 1996 à Nice en France, est une coureuse cycliste suisse et américaine, spécialiste du BMX freestyle.

## Biographie

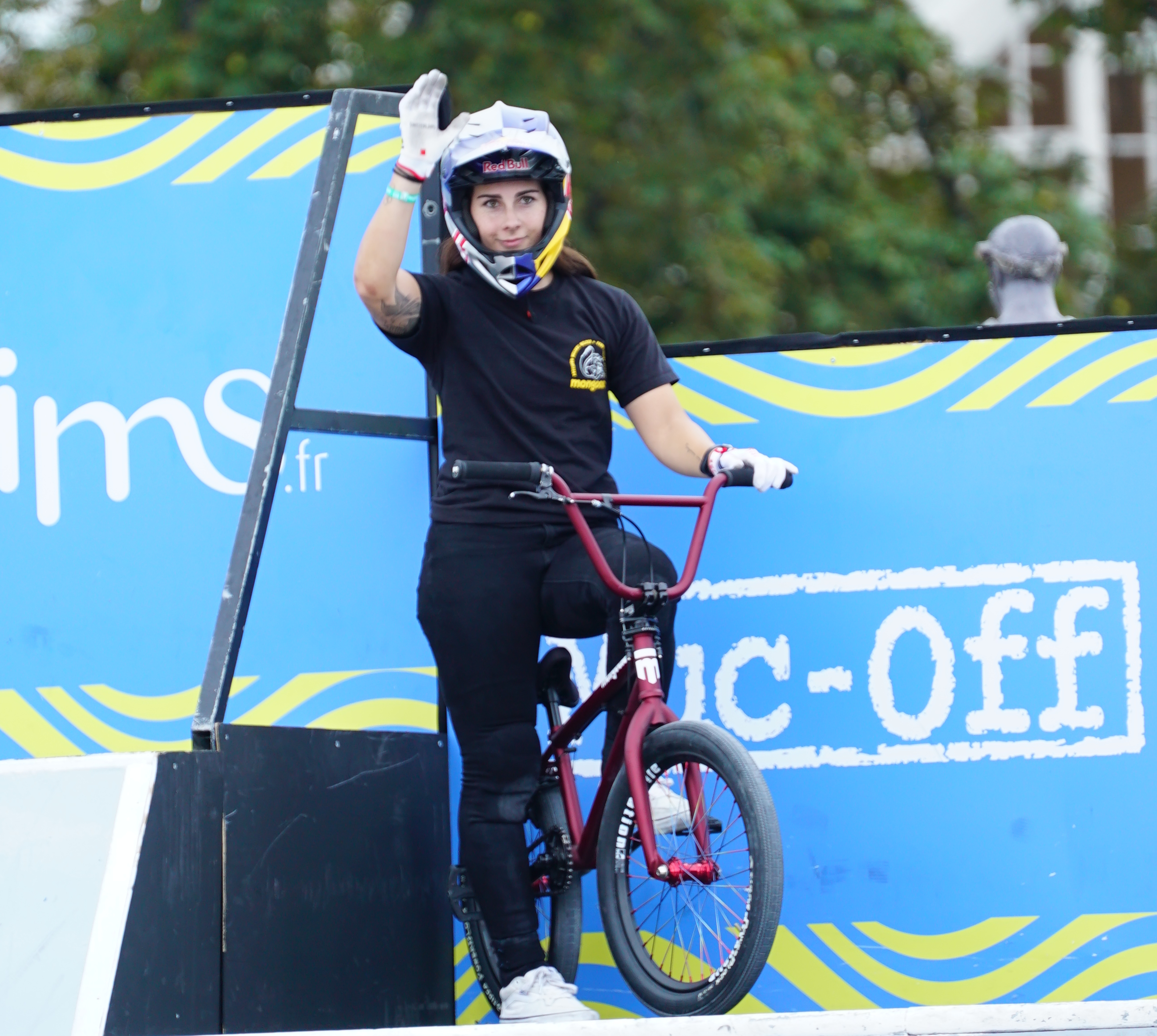
En 2021, FISE à Reims.

Nikita Ducarroz naît à Nice, en France, mais déménage très jeune à Glen Ellen, aux États-Unis.
En 2012, elle commence le BMX freestyle. Elle ne connaît personne qui pratique la discipline, mais a regardé des vidéos en ligne. Elle commence la compétition en 2015.
En 2017, elle est deuxième du classement mondial et représente la Suisse. Elle est l'une des rares coureuses au monde à pouvoir faire un salto arrière en BMX et est l'une des favorites du BMX aux Jeux olympiques d'été de 2020,.
Elle prend finalement la médaille de bronze aux JO de Tokyo 2020.

## Palmarès

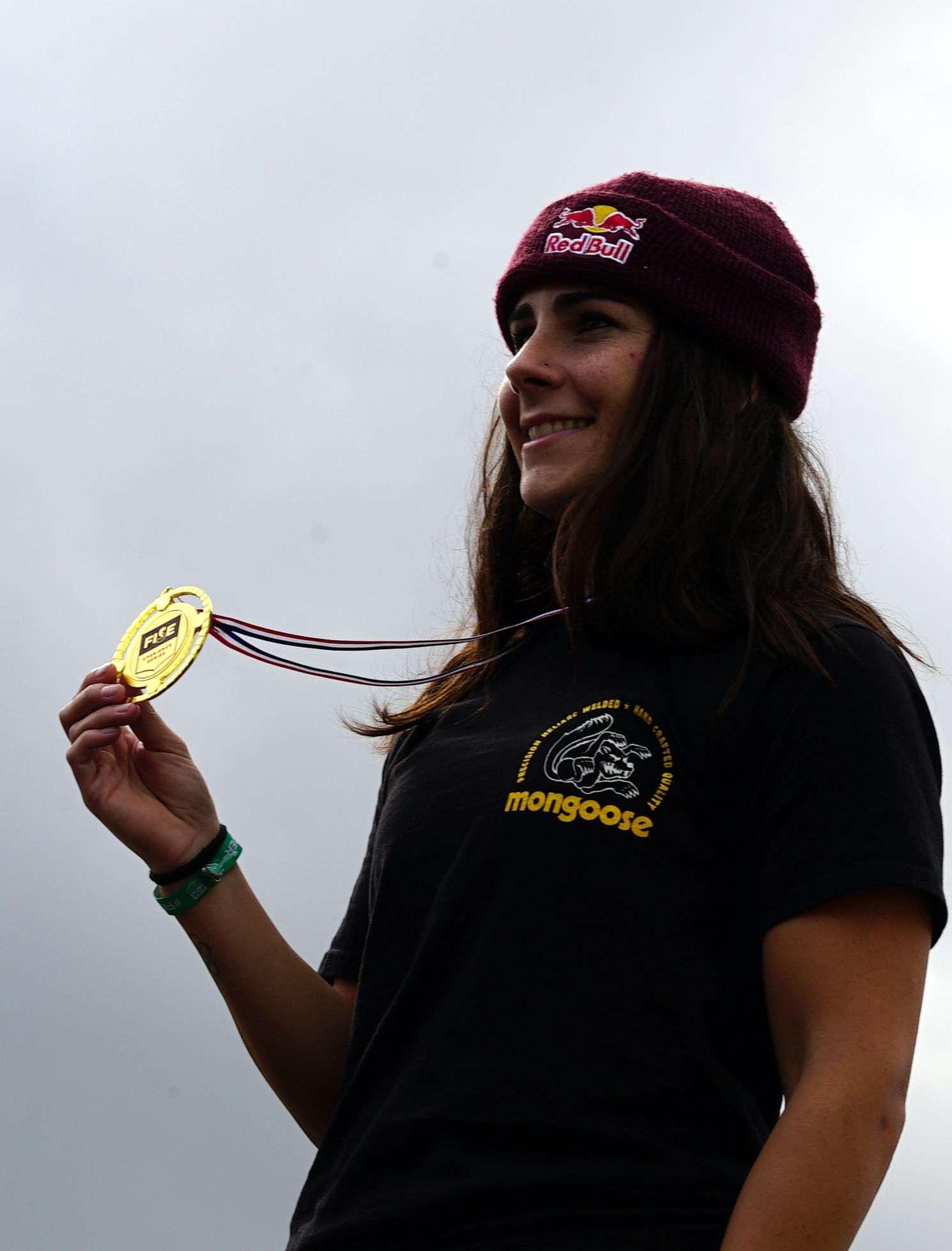
Médaillée.

### Jeux olympiques
- Tokyo 2020
  -  Médaillée de bronze du BMX freestyle Park

### Championnats du monde
- Montpellier 2021
  -  Médaillée d'argent du BMX freestyle Park
- Abou Dabi 2022
  -  Médaillée d'argent du BMX freestyle Park[4].

### Coupe du monde
- BMX Freestyle Park
  - 2016 : 3e du classement général
  - 2017 : 2e du classement général
  - 2018 : 3e du classement général
  - 2022 : 2e du classement général

### Championnats d'Europe
- 2021
  -  Championne d'Europe de BMX freestyle Park
- 2024
  -  Médaillée de bronze du BMX freestyle Park

### Championnats nationaux
- Championne de Suisse de BMX Freestyle Park : 2019, 2021, 2022, 2023 et 2024

## Récompenses
- Cycliste suisse de l'année : 2021